# Leia ishitanii
Leia ishitanii är en tvåvingeart som beskrevs av Mitsuhiro Sasakawa 1994. Leia ishitanii ingår i släktet Leia och familjen svampmyggor. Inga underarter finns listade i Catalogue of Life.